# Амбл (Тексас)
Амбл (енгл. Humble) град је у америчкој савезној држави Тексас. По попису становништва из 2010. у њему је живело 15.133 становника.

## Демографија
Према попису становништва из 2010. у граду је живело 15.133 становника, што је 554 (3,8%) становника више него 2000. године.
| Група             | 2000.         | 2010.         |
| Белци             | 8.295 (56,9%) | 4.964 (32,8%) |
| Афроамериканци    | 2.113 (14,5%) | 3.276 (21,6%) |
| Азијати           | 470 (3,2%)    | 413 (2,7%)    |
| Хиспаноамериканци | 3.406 (23,4%) | 6.234 (41,2%) |
| Укупно            | 14.579        | 15.133        |